# Samtskhé-Djavakhétie

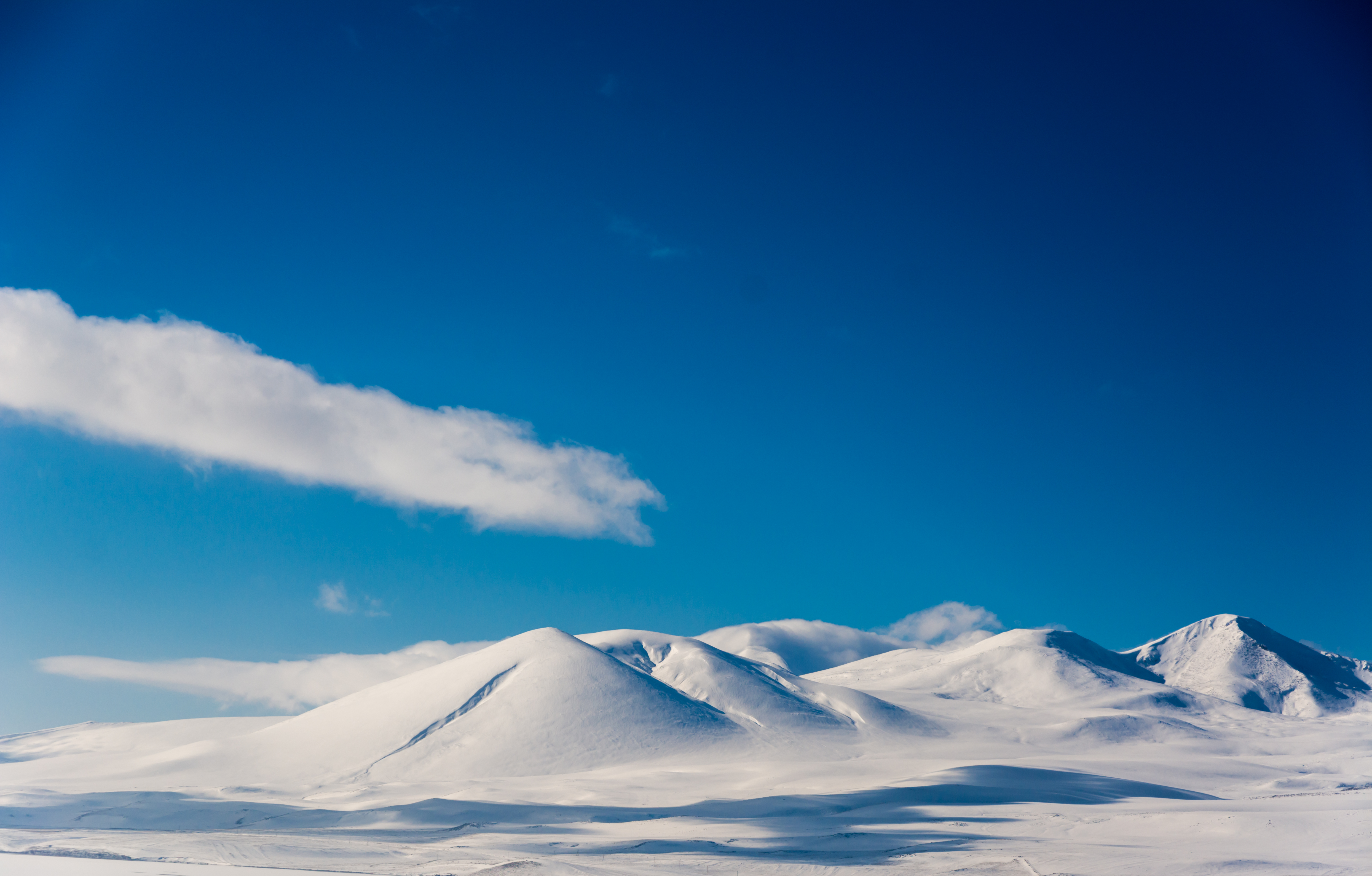
Le Samtskhé-Djavakhétie en hiver. Décembre 2018.

La Samtskhé-Djavakhétie (en géorgien : სამცხე–ჯავახეთი, phonétiquement samtskhé-djavakheti, en arménien : Սամցխե-Ջավախք) est une région administrative du sud de la Géorgie, particulièrement montagneuse. Elle est composée de deux provinces historiques de ce pays, Meskhétie et Djavakhétie. Sa capitale est Akhaltsikhé.

## Géographie
Elle est entourée à l'ouest de l'Adjarie et de la Gourie, au nord de l'Iméréthie, à l'est de la Kartlie intérieure et de la Basse Kartlie, au sud de l'Arménie et de la Turquie.

## Histoire
À l'origine le territoire est partagé entre les deux États géorgiens de Tao-Klardjétie et de l'Émirat de Tiflis. En 1010, il est unifié au sein du royaume de Géorgie, pour être à nouveau divisé en 1490. Il est ensuite le siège d'un pachalik, celui d'Akhaltsikhé, annexé par la Russie en 1829 et intégré au gouvernement de Géorgie-Iméréthie puis à celui de Tiflis.
En 1990, la région administrative est le résultat du regroupement des provinces historiques de Meskhétie et de Djavakhétie.

## Langues
La langue officielle est le géorgien mais l'arménien et le russe sont largement pratiqués.
L'arménien est parlé par la moitié de la population. Le géorgien est parlé par les Géorgiens et les jeunes Arméniens, pour une moitié de la population. Le russe est parlé par les Arméniens et par les Géorgiens comme langue véhiculaire.

## Démographie

### Évolution de la population (2011 à 2016)
Du 1er janvier 2011 au 1er janvier 2016, la population a diminué de 52 000 personnes. Si les surestimations administratives en sont une cause, la sous-estimation du phénomène de migration en est une autre : les mouvements de population des campagnes vers les villes (essentiellement Tbilissi) et des villes vers l'étranger se poursuivent.
| Année | Urbaine | Rurale  | Totale  |
| 2011  | 66 100  | 146 700 | 212 800 |
| 2012  | 66 500  | 147 700 | 214 200 |
| 2013  | 66 200  | 147 300 | 213 500 |
| 2014  | 66 200  | 147 500 | 213 700 |
| 2015  | 54 700  | 105 900 | 160 600 |
| 2016  | 54 600  | 105 900 | 160 500 |

### Répartition des groupes ethniques (2014)
La région est majoritairement peuplée d'Arméniens (50,5 %), surtout dans les villes d'Akhalkalaki et de Ninotsminda. Puis, viennent les Géorgiens avec 48,3 % qui sont majoritaires à Akhaltsikhé. Autrefois, le peuple Meskhete (sous groupe ethnique géorgien de religion musulmane) représentait une grande partie de la population de la région avant leur déportation (environ 100 000 déportés) pendant la période soviétique sous Staline : elle est estimée aujourd'hui à 800 personnes.
| Groupe ethnique | Population | Population |
| --------------- | ---------- | ---------- |
| Arméniens       | 81 089     | 50,5 %     |
| Géorgiens       | 77 498     | 48,3 %     |
| Russes          | 712        | 0,4 %      |
| Grecs           | 420        | 0,3 %      |
| Ossètes         | 393        | 0,2 %      |
| Autres          | 392        | 0,24 %     |
| Total           | 160 504    | 100 %      |

## Subdivisions administratives

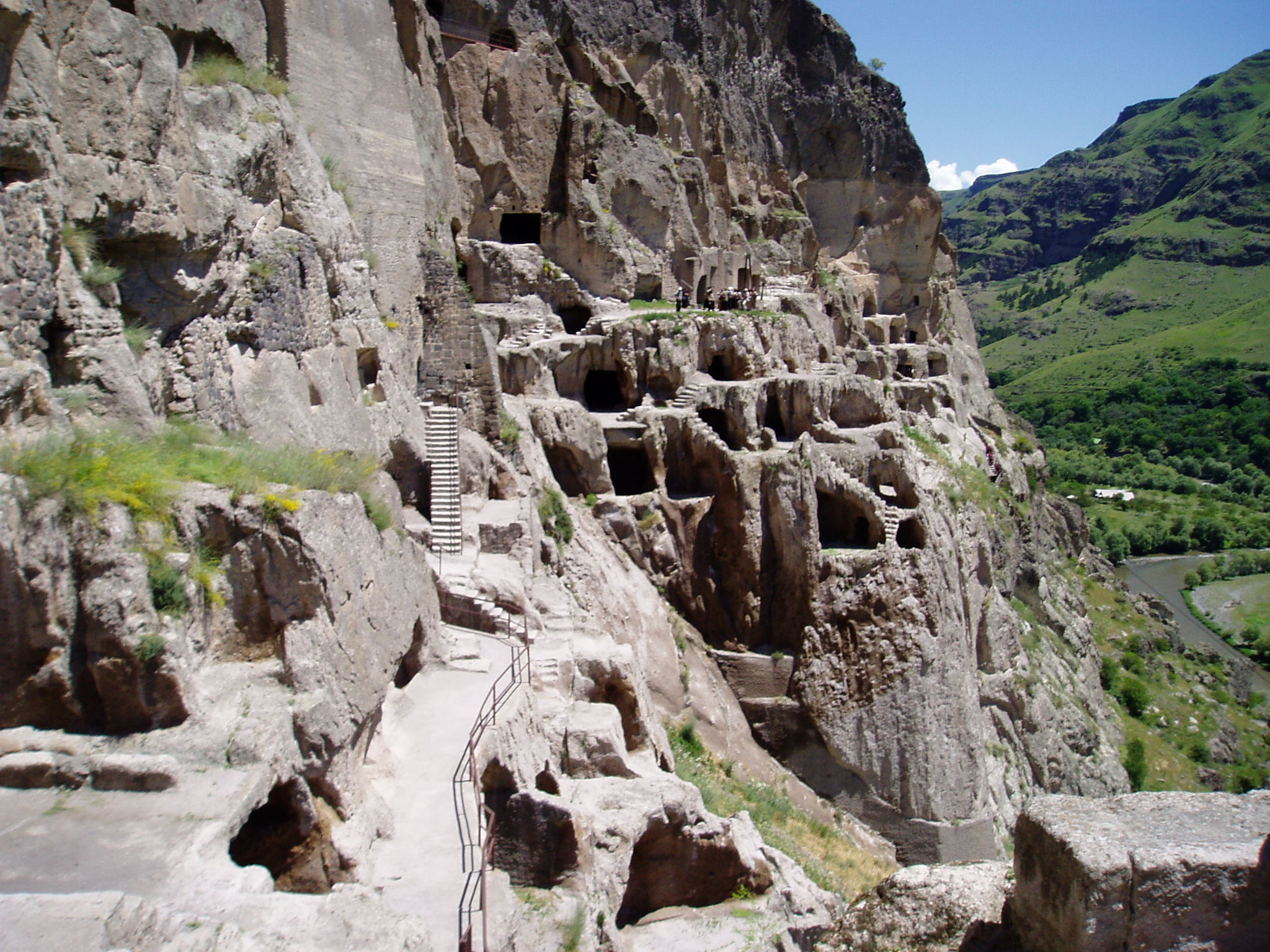
Grotte de Vardzia

Elle est composée de 6 districts
- Adigueni,
- Akhalkalaki,
- Akhaltsikhé,
- Aspindza,
- Bordjomi,
- Ninotsminda.

## Tourisme
Parmi les lieux qui peuvent être cités
- la forteresse de Khértvisi (en), datant du IIe siècle av. J.-C. et lieu de passage d'Alexandre le Grand sur le chemin de la Perse,
- l'ensemble troglodytique de Vardzia du VIIIe siècle,
- le monastère troglodytique de Vanis Kvabebi du VIIIe siècle,
- le monastère de Sapara, du XIIe siècle.

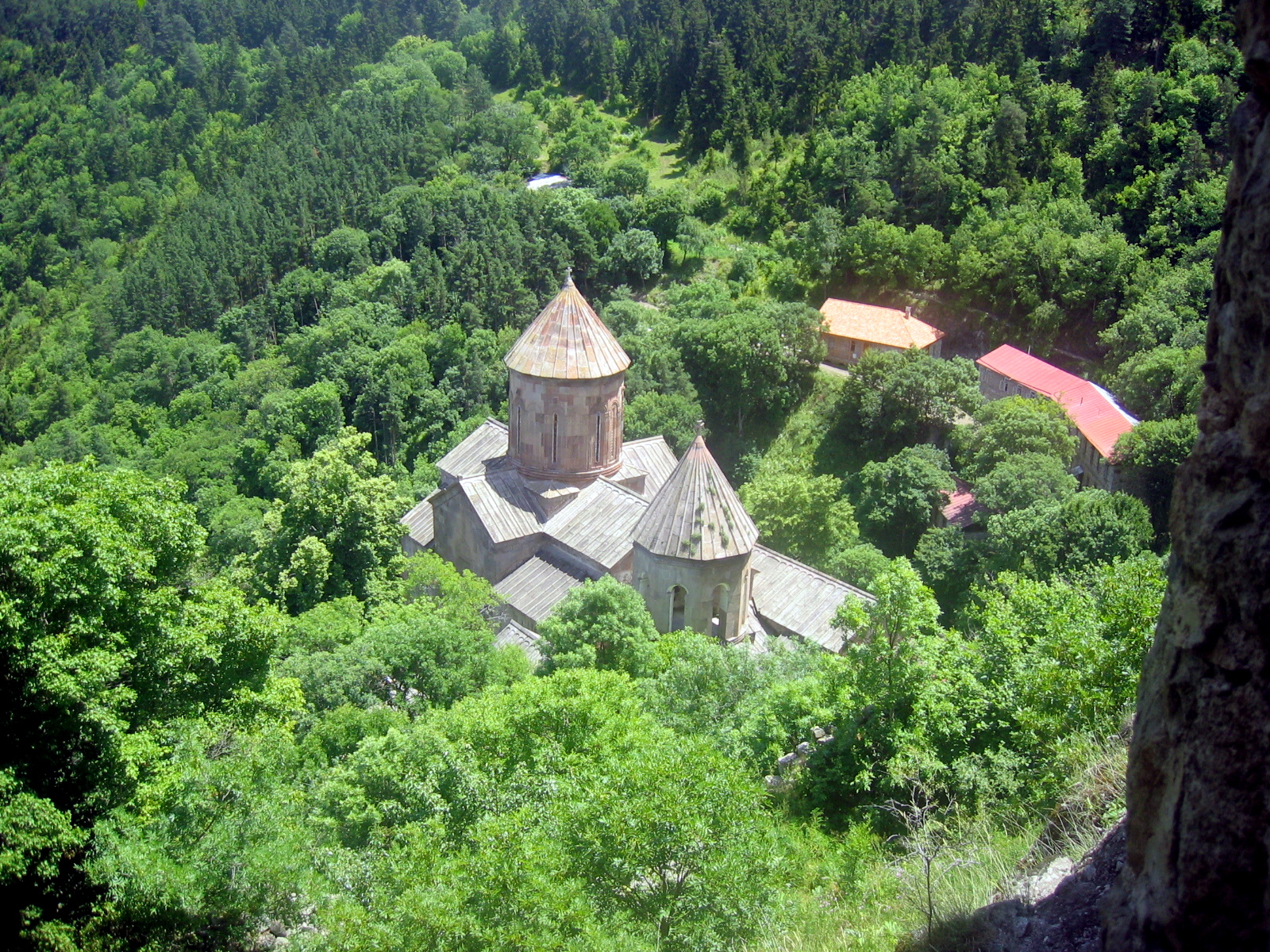
Monastère de Sapara